# Championnats du monde de ski nordique 1933
Championnats du monde de ski nordique. L'édition 1933 s'est déroulée à Innsbruck (Autriche) du 8 février au 12 février. 

## Informations générales
La Norvège ne participe pas à cette édition des championnats du monde.

## Palmarès

### Ski de fond

#### Hommes
| Épreuves                                    | Or                                                                         | Argent                                                                      | Bronze                                                                        |
| ------------------------------------------- | -------------------------------------------------------------------------- | --------------------------------------------------------------------------- | ----------------------------------------------------------------------------- |
| 10 février : Ski de fond 18 km H            | Nils-Joel Englund                                                          | Hjalmar Bergström                                                           | Väinö Liikkanen                                                               |
| 12 février : Ski de fond 50 km H            | Veli Saarinen                                                              | Sven Utterström                                                             | Hjalmar Bergström                                                             |
| 12 février : Ski de fond Relais 4 × 10 km H | Suède Per Erik Hedlund Sven Utterström Nils-Joel Englund Hjalmar Bergström | Tchécoslovaquie Frantisek Simunek Vladimir Novak Antonin Barton Cyril Musil | Autriche Hugo Gstrein Hermann Gadner Balthasar Niederkofler Harald Paumgarten |

### Combiné nordique
| Épreuves                                 | Or            | Argent         | Bronze       |
| ---------------------------------------- | ------------- | -------------- | ------------ |
| 8 février : Combiné nordique K90 / 15 km | Sven Selånger | Antonin Barton | Harald Bosio |

### Saut à ski
| Épreuves                   | Or             | Argent         | Bronze        |
| -------------------------- | -------------- | -------------- | ------------- |
| 8 février : Saut à ski K70 | Marcel Reymond | Rudolf Purkert | Sven Selånger |

## Tableau des Médailles
| Rang | Nation          | Or | Argent | Bronze | Total |
| ---- | --------------- | -- | ------ | ------ | ----- |
| 1    | Suède           | 3  | 2      | 2      | 7     |
| 2    | Finlande        | 1  | 0      | 1      | 2     |
| 3    | Suisse          | 1  | 0      | 0      | 1     |
| 4    | Tchécoslovaquie | 0  | 3      | 0      | 3     |
| 5    | Autriche        | 0  | 0      | 2      | 2     |